# 我唾棄你的墳墓
《我唾弃你的坟墓》（英語：I Spit on Your Grave，前稱作）是一部1978年美国強暴和復仇題材的剝削恐怖片，由邁爾·扎奇執導、監製、編劇和剪輯，卡蜜兒·基頓主演。故事描述曼哈頓作家珍妮佛·希爾斯在一個河邊小屋度過自己的暑假，但她卻遭到四名男性輪姦而使自己決定踏上復仇之路。該片起初於1978年11月22日以有限上映的方式在美國發行，後於1980年起才廣泛上映。
《我唾弃你的坟墓》因畫面上的暴力、裸露、髒話所引起的爭議而聞名；此外，片中的輪姦片段甚至還長達30分鐘（佔總片長的三分之一）。在其廣泛發行的期間，該片在英國被稱為「令人厭惡的影片」，並成為電影審查機構的目標。因此，影評人羅傑·伊伯特成為了該片知名的批評者之一，他給予它「大拇指朝下」的負評並稱其為「一袋垃圾」。《我唾弃你的坟墓》至今仍存在著爭議，甚至被列入史上最差的電影；儘管如此，該片仍被認為是邪典電影。《時代雜誌》將其評為十大可笑的暴力電影之一。
該片於2010年推出重拍版本，后衍生多部续集《我唾弃你的坟墓2》（2013年）、《我唾弃你的坟墓3》（2015年）和《我唾棄你的墳墓：似曾相識》（2019年）。

## 劇情
曼哈頓短篇小說作家珍妮佛·希爾斯到康乃狄克州肯特打算度過自己的暑假，並在利奇菲爾德縣鄉下的豪萨托尼河邊租借了一間獨立小屋，以撰寫她的首部小說。這名富有吸引力和獨立氣質年輕女性的到來便吸引了加油站經理強尼和兩名失業男性史丹利、安迪的注意。在珍妮佛向馬修交付自己的雜物後，身為另外三人朋友的馬修向他們透露自己遇到的那名美麗女性，並聲稱自己看到了她的乳房。
讓史丹利和安迪開始在他們的小船上查看珍妮佛的小屋，並於夜間在房子周圍徘徊。某日，男人們襲擊了珍妮佛；她發現他們綁架自己是為了讓馬修脫離處男，儘管試圖展開反擊，但三人撕開她的比基尼泳衣並架住她。但馬修出於尊重和憐憫而拒絕強姦珍妮佛。馬修拒絕後，強尼和安迪依序強姦了她。當珍妮佛爬回她的房子後，他們再次襲擊她；且當馬修喝完酒後終於強姦了她。他們嘲笑她的書並撕毀了手稿。在史丹利也強姦了珍妮佛後，強尼因畏罪而命令馬修將她殺死。但馬修不敢這麼做，所以他用刀沾了她的血並回來交給其他人，聲稱自己已殺了她。
在接下來的日子中，受到心理創傷的珍妮佛將被撕毀的手稿都拼湊在一起，並到教堂要求上帝原諒她接下來將要做的事。男人們意識到珍妮佛還活著並出手教訓了欺騙他們的馬修。珍妮佛打電話給雜貨店以引出馬修。在馬修現身後，她拿著雜貨和一把刀在小屋中誘使他在樹下與她發生性行為。珍妮佛趁機殺死馬修後，將他的屍體丟入湖中。
在加油站，珍妮佛誘惑性地驅使強尼上她車。她在她家中途停了下來，並用槍命令他把所有的衣服脫下來。但強尼堅持認為強姦一事是她的錯，因為她透過穿著曝露衣服來誘惑男人。珍妮佛假裝相信這一點，並邀請他回到她的小屋裡洗個熱水澡，並還給強尼手交。在強尼聽見珍妮佛殺了馬修後，則遭珍妮佛用馬修的刀切斷了他的生殖器。當強尼尖叫並流血死亡時，她離開浴室、鎖上門，並聽著古典音樂。後她將屍體丟入地下室，並在壁爐中燒傷其衣物。
當史丹利和安迪知道強尼失蹤後，乘船前往珍妮佛的小屋。在安迪持斧頭上岸時，珍妮佛游到船上並將史丹利推出船外。安迪試圖攻擊她，但被對方逃脫。在安迪試圖救史丹利時，珍妮佛趁機把斧頭插入安迪的背部，殺死了他。史丹利爬到船邊的馬達並乞求她別殺自己，而珍妮佛則在船上重申了他們在輪姦時說出的台詞：「去死吧，婊子！」並發動了馬達使螺旋槳絞死了史丹利，隨後加速離去。

## 演員

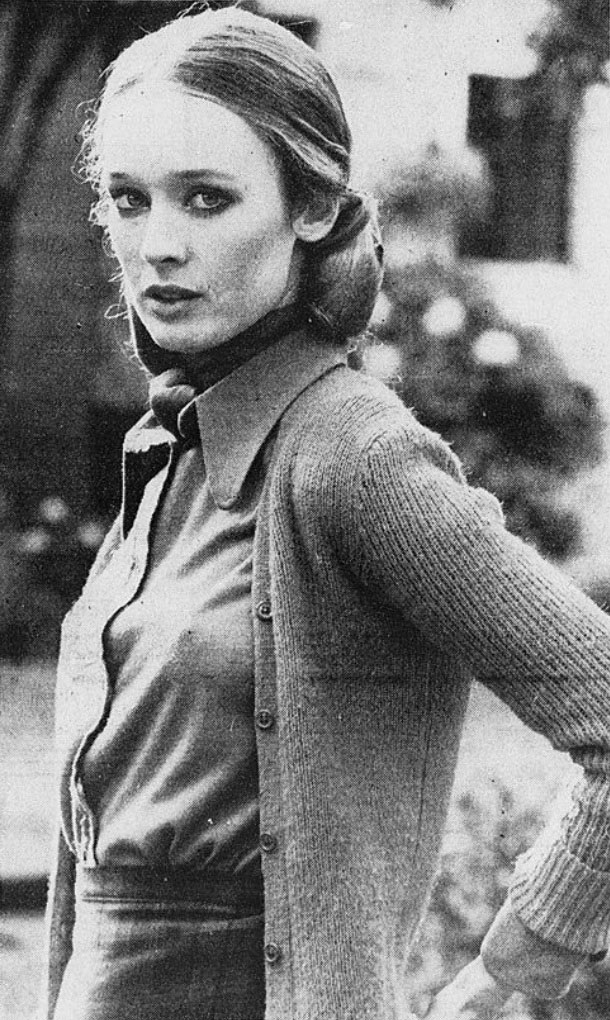
卡蜜兒·基頓在片中演出的角色被導演邁爾·扎奇稱之為「勇敢」。

- 卡蜜兒·基頓（Camille Keaton）飾 珍妮佛·希爾斯（英语：Jennifer Hills）
- 艾隆·泰伯（Eron Tabor） 飾 強尼
- 理查·佩斯（Richard Pace） 飾 馬修·盧卡斯
- 安東尼·尼科爾斯（Anthony Nichols） 飾 史丹利
- 岡特·克萊曼（ Gunter Kleemann）飾 安迪